# Дуюнгар, Михаил Монгушевич
Михаил Монгушевич Дуюнгар (2 апреля 1952 — 21 июня 1996) — прозаик, публицист.

## Биография
Родился 2 апреля 1952 года в местечке Ак Барун-Хемчикского района Тувинской АССР. В 1976 г. окончил Кызылское медицинское училище, в 1990 г. — литературный институт имени М.Горького (семинар прозаика В. Гусева). Работал фельдшером в районных больницах Тувы, журналистом, литературным сотрудником, редактором газеты «Тыванын аныяктары», в пресс-службе Президента Республики Тыва.
Литературную деятельность начал с поэзии. Работал в жанре прозы. Его первая книга «Волчья ночь» вышла в 1991 г. В неё вошли рассказы, где высшими ценностями являются нравственные категории: совесть и честь. Был членом Союза журналистов России (1989), Союза писателей России (1995). Умер 21 июня 1996 г. в городе Кызыле.

## Основные публикации
- сборник стихов «Цветы на снегу» (1994)
- рассказы «Волчья ночь» (1991)
- рассказы «Тени» (1996)
- стихи «Авамны мен дужей бээр мен», «Чалыы шаавыс аялгазы», «Бойдус оштаан» и др.
- рассказы «Авамнын тону», «Дунеки аалчы», «Мочургалар» и др.